# Józef Karol Wittelsbach (Pfalz-Sulzbach)
Józef Karol Emanuel Wittelsbach (ur. 2 listopada 1694 w Sulzbach-Rosenberg, zm. 18 lipca 1729 w Oggersheim) – hrabia Palatynatu-Sulzbach.

## Życiorys
Najstarszy syn księcia Palatynatu-Sulzbach Teodora i Maria Eleonora Hessen-Rotenburg-Rheinfels. Jego dziadkami byli: Christian i Amelia Nassau-Siegen oraz Wilhelm landgraf Hesji-Rheinfels-Rothenburg i Maria Anna hrabina zu Löwenstein.
Linia książąt Pfalz-Sulzbach była drugą po linii Pfalz-Neuburg uprawnioną do dziedziczenia Palatynatu-Reńskiego. Elektor Palatynatu-Reńskiego Karol III Filip Wittelsbach nie miał męskich potomków. Dlatego postanowiona połączyć dwie linie Wittelsbachów Reńskich przez małżeństwo córki elektora Elżbiety Augusty i Józefa Karola.
2 maja 1717 roku w Innsbrucku odbył się ich ślub. Zgodnie z umową dzieci płci męskiej miały dziedziczyć Palatynat Reński. Elżbieta i Józef doczekali siedmiorga dzieci:
- Karola Filipa (1718)
- Innocencja Marii (1719)
- Elżbiety Marii Augusty (1721–1794) – żony Karola IV Teodora elektora Palatynatu Reńskiego
- Marii Anny (1722–1790) – żony Klemensa Franiszka księcia Bawarii
- Marii Franciszki Doroty (1724–1794) – żony Fryderyka Michała księcia Palatynatu-Zweibrücken-Birkenfeld, matki króla Bawarii Maksymilian I
- Karola Filipa (1725–1728)
- syn (1728)

Elżbieta zmarła przy porodzie w 1728 roku, Józef zmarł rok później. Nie doczekali syna, dlatego też następcą Karola III Filipa został młodszy brat Józefa, Jan Christian, który zmarł w 1733 roku. Po jego śmierci następcą elektora został jedyny syn Jana Karol Teodor.